# Petr Kramný
Petr Kramný (* 19. května 1978 Karviná)je Čech odsouzený za vraždu své šestatřicetileté manželky Moniky a osmileté dcery Kláry na dovolené v Egyptě. Trest vykonával zpočátku ve Věznici Mírov, k roku 2025 je umístěn ve Věznici Karviná.
O Petru Kramném vznikl v roce 2024 pětidílný dokumentární seriál Kauza Kramný, pod hlavičkou Voyo Originál.

## Život
Petr Kramný pracoval na pozici údržbáře v automobilce Hyundai v Nošovicích.

## Smrt manželky a dcery
Úmrtí dvou Češek bylo oznámeno 30. července 2013. Těla se našla v pokoji hotelu Titanic Palace v egyptském letovisku Hurghada, kde byla rodina na dovolené. Podle prvních zpráv šlo o otravu jídlem. Podle Kramného bylo celé trojici údajně předchozí den špatně, a tak si vzali léky, které přivezli z Česka. Když šel Kramný v noci na záchod, objevil v pokoji bezvládná těla manželky a dcery. Nejdříve se je pokoušel oživit, poté se vydal pro pomoc na recepci. Z dalších výpovědí však vyplývá, že ženy byly mrtvé nejméně 10 hodin, než Kramný zavolal pomoc. Vypověděl, že s manželkou a dcerou mluvil v pondělí, 30. července 2013, podvečer, dle pitvy však byly ženy mrtvé od oběda. Podle informací České televize skončil Petr Kramný v nemocnici na kapačkách, s vypumpovaným žaludkem a následující den byl z nemocnice propuštěn. Podle ředitele hotelové nemocnice Hešama Hameda byl Petr Kramný hospitalizován kvůli šoku ze smrti manželky a dcery. Kvůli probíhajícímu vyšetřování se však nemohl vrátit do České republiky a byl mu zabaven pas.
V průběhu vyšetřování uvedl Petr Kramný v rozhovoru pro Českou televizi: „Celý den jsme leželi v posteli, manželka a dcera zvracely, a pak začaly mít průjem. (...) Já jsem byl na tom nejhůř, zvracel jsem snad 10krát, 15krát za hodinu. Manželka s dcerou na tom nebyly tak strašně. (...) Lehl jsem si vedle dcery a říkám, ať se posune kousíček, že mám málo místa. Chytnu ji za ruku a ona byla úplně celá ledová.“ Ředitel státní nemocnice v Hurghadě popsal stav zemřelých takto: „Žaludek mají úplně rozpadlý, a to z důvodu velkého množství jedu, který se oběma obětem do žaludku dostal. Je to jed, který ze žaludku udělá takovou rosolovitou konzistenci. Tedy velmi, opravdu velmi silný jed.“ Kvůli tomuto prohlášení bylo spekulováno o použití kyanidu draselného nebo jemu podobných látek, Petr Kramný však odmítal spekulace, že by mohl mít na smrti manželky a dcery podíl.
Ostatky manželky a dcery byly následně převezeny do Česka a soudní znalci ostravského Ústavu soudního lékařství provedli druhou pitvu (první byla provedena v Egyptě). Petr Kramný zůstával z důvodu probíhajícího vyšetřování nadále v Egyptě a kvůli probíhajícím nepokojům požádal úřady o povolení odcestovat. V Egyptě také poskytl rozhovor pro server idnes.cz, ve kterém zopakoval přesvědčení, že jeho manželka a dcera byly otráveny.
Podle vyšetřovacího spisu, který si z Egypta nechal poslat advokát Keroles Ezzat Bashier, byla příčinou smrti otrava kyanidem. Petr Kramný byl dle spisu veden jako podezřelý.
Na konci října se Petr Kramný vrátil do Česka. 
V lednu roku 2014 ukončila egyptská policie vyšetřování celého případu, česká strana však neobdržela žádnou oficiální zprávu. Petr Kramný vypovídal na detektoru lži a v únoru byl moravskoslezskou policií zatčen a obviněn z vraždy obou žen. Soud v Karviné následně Petra Kramného vzal do vazby z obavy, že by mohl utéct a ovlivňovat svědky.
Kvůli vyšetřování případu odcestoval v březnu do Egypta tým českých kriminalistů. Podle jejich závěrů a výsledků české pitvy (nebyl zjištěn kyanid a srdce obou žen byla zdeformována) zemřely obě ženy na náhlé selhání srdce v důsledku zásahu elektrickým proudem a Petr Kramný byl podezřelý z vraždy. V srpnu roku 2014 bylo vyšetřování v Egyptě odloženo a nikdo nebyl obžalován. Vyšetřování české policie také komplikovaly egyptské úřady, které Čechy odmítaly pustit na místo činu.
Kramný zůstal ve vazbě až do května 2015, v dubnu byl případ uzavřen a Petr Kramný byl obžalován z dvojnásobné vraždy elektřinou. V lednu roku 2016 byl pak za vraždu manželky a dcery odsouzen k trestu 28 let ve věznici se zvýšenou ostrahou. Dále mu byla uložena povinnost zaplatit jejich příbuzným zhruba 9 milionů korun. Trest byl v červnu roku 2016 pravomocně potvrzen Vrchním soudem v Olomouci, došlo jen ke zmírnění finanční náhrady (na zhruba dva miliony Kč). V prosinci roku byl Petr Kramný uznán vinným i v případu křivého obvinění policisty, nebyl mu však uložen trest.
V červenci roku 2018 požádal Petr Kramný o obnovu celého řízení. Výsledek řízení také zpochybnil například spolek na podporu nezávislé justice Šalamoun.
Šalamoun podal trestní oznámení pro manipulaci s důkazy, ale neuspěl.
V únoru 2023 rozhodl Krajský soud v Ostravě o zamítnutí návrhu Petra Kramného na povolení obnovy řízení. Kramný proti tomuto rozhodnutí na místě podal stížnost k Vrchnímu soudu v Olomouci.Ten však dne 22. srpna 2023 v neveřejném zasedání stížnost zamítl a předchozí rozhodnutí tak pravomocně potvrdil. Následně Petr Kramný proti oběma těmto rozhodnutím podal ještě ústavní stížnost, kterou Ústavní soud dne 24. října 2024 odmítl.